# Електра (фільм, 2005)
«Електра» (англ. Elektra) — супергеройський фільм у жанрі фентезійного бойовика, поставлений режисером Робом Боуменом на основі однойменних коміксів видавництва Marvel і спін-оф фільму «Шибайголова». Прем'єра відбулася 8 січня 2005.

## Сюжет
Дія фільму розгортається через два роки після подій, що відбулися в «Шибайголові». Сюжет у фільмі розповідається чоловічим голосом (пізніше виявляється, що це сенсей Стік). З'ясовується, що йде давня війна між добром і злом. Зло це «Орден Руки», тоді як воїни Камогурі захищають добро.
Фільм починається зі смерті головного персонажа — Електри. Але її воскресив старий на ім'я Стік, навчив бойовому мистецтву Шлях Камогурі (здатність контролювати час, майбутнє, життя та смерть). Електра отримує завдання вбити Марка Міллера та його 14-річну доньку Еббі. За контрактом вона повинна залишитися протягом декількох днів на острові в притулку і вбити їх у певний момент. Спочатку Електра не знає, кого їй потрібно вбити, а коли дізнається, то не може їх вбити і вирішує залишити острів. Але вона зауважує, що крім неї є ще двоє вбивць. Вона вирішує повернутися до Марка та Еббі та захистити їх.
Після провалу вбивства, керівник «Ордену Руки», доручає це завдання своєму синові Кирізі та його соратникам, кожен з яких має унікальні можливості: Стоун має надлюдську міцність і фізичну невразливість; Тату — викликати безсмертних тварин від татуювань на своєму тілі; Кінкоу — неймовірну швидкість і маневреність, Тиф — смертельний поцілунок.
Електра вбиває Стоуна, в той час як Еббі та Марк вбивають Кінкоу одним із його власних кинджалів. У процесі бійки Електра виявляє, що Еббі має навички бойових мистецтв і теж знає Шлях Камогурі. Відволікаючись на це, Електра зазнає нападу Тиф, яка отруює її. Еббі намагається втрутитися, але Киріга зупиняє її. З'являється Стік зі своїми учнями та рятує всіх. Він приводить їх у свій табір, виліковує Електру та залишає Еббі під своїм захистом доти, доки житиме Киріга. Він також розповідає, що перше завдання Електри було випробуванням, а Еббі є скарбом.
Між Електрою та Кирігі відбувається бій за долю Еббі. Якщо Електра програє, то Еббі передають Киріги. Якщо Киріги програє — Еббі назавжди вільна. Електра повертається до будинку, де було вбито її маму (як з'ясовується, її вбив Кирігі), де їй вперше доводиться боротися з ним. Вона програє йому, Еббі тим часом ховається в зеленому лабіринті. Електра вбиває Татту, потім у центрі лабіринту знову входить у битву з Кирігі. Він пересувається у просторі ледь вловимими оком миттєвими кидками, уникаючи ударів Електри. Здавалося б, Електра остаточно програє бій, але раптом вона вгадує ту точку простору, де через мить виникне Кирігі і спрямовує туди сай. Кирігі, пронизаний саєм, падає в колодязь і гине.
Тим часом на Еббі напала Тиф, яка відчуває ревнощі до Еббі, оскільки сама була раніше «скарбом». Своїм мертвим подихом вона вбиває дівчинку. Шостим почуттям Електра розуміє, що відбувається. Вона метає сай, який, пролітаючи крізь численні стінки зеленого лабіринту, встромляється в горло Тиф.
Електра несе тіло Еббі назад у будинок, де вона успішно відроджує її і стає її сенсеєм Шляху Камогурі. Фільм закінчується тим, що Електра та Стік обговорюють схожість життів її та Еббі. Стік говорить їй про те, що друге життя часто може бути кращим, ніж перше.

## У ролях
| Актор               | Роль                       |
| ------------------- | -------------------------- |
| Дженніфер Гарнер    | Електра                    |
| Горан Вишнич        | Майк Міллер                |
| Кірстен Праут       | Еббі Міллер                |
| Вілл Юн Лі          | Кирігі                     |
| Кері-Хіроюкі Тагава | Росі                       |
| Теренс Стемп        | Стік                       |
| Натассія Мальті     | Тиф                        |
| Боб Сапп            | Стоун                      |
| Кріо Екерман        | Татту                      |
| Едсон Рібейро       | Кінкоу                     |
| Курт Макс Рунте     | Ніколас Начіос             |
| Джейсон Айзекс      | ДеМарко                    |
| Бен Аффлек          | Метт Мердок (сцена на DVD) |

## Нагороди та номінації
| Рік  | Премія            | Категорія                                      | Номінант         | Результат |
| ---- | ----------------- | ---------------------------------------------- | ---------------- | --------- |
| 2005 | MTV Movie Awards  | Найкращий поцілунок                            | Дженніфер Гарнер | Номінація |
| 2005 | Teen Choice Award | Найкраща акторка кіно: Бойовик/Пригода/Триллер | Дженніфер Гарнер | Номінація |